# ردپاها ۲
رد پاها ۲ نام نوزدهمین آلبوم استودیویی کریس دی‌برگ است. این آلبوم در اکتبر ۲۰۱۱ روانه بازار گردیده‌است. این آلبوم به نوعی در ادامه‌ی آلبوم رد پاها منتشر شده که حاوی اجراهای تازه‌ای از آثار هنرمندان دیگر است. این آلبوم هم‌چنین چند اثر جدید از خود کریس دی‌برگ را در بر دارد.